# Lev haScharon
Lev haScharon (hebräisch מוֹעָצָה אֲזוֹרִית לֵב הַשָּׁרוֹן Mōʿatzah Asōrīt Lev haScharōn, deutsch ‚Regionaler Rat Herz der Scharon‘) ist eine Regionalverwaltung in der Scharonebene im Zentralbezirk von Israel. Sie liegt 30 km nördlich von Tel Aviv.

## Gliederung

Gebiet des Lev haScharon in dunkelgrün neben anderen Gebietskörperschaften

Der Lev haScharon gliedert sich in drei Gemeinschaftssiedlungen (sieh: Tabelle der Gemeinschaftssiedlungen), 16 Moschavim (sieh: Tabelle der Moschavim) und eine Ortschaft.
- Azriʾel, Moschav
- Bnei Dror, Moschav
- Cherut, Moschav
- Ein Sarid, Moschav
- Ein Vered, Moschav
- Gannot Hadar, Gemeinschaftssiedlung
- Geʾulim, Moschav
- Januv, Moschav
- Jeʿaf, Gemeinschaftssiedlung
- Kfar ʿAvoda, Ortschaft
- Kfar Hess, Moschav
- Kfar Jaʿavetz, Moschav
- Mischmeret, Moschav
- Nizzanei ʿOz, Moschav
- Nordijja, Moschav
- Porat, Moschav
- Schaʿar Efrajim, Moschav
- Tnuvot, Moschav
- Zur Moscheh, Moschav

## Geschichte
Der Israeli Gabriel Zfati hat im Mai 2021 für seinen Einsatz für die Städtepartnerschaft zwischen Witten und Lev HaScharon das Bundesverdienstkreuz erhalten.

## Einwohner
Die Einwohnerzahl beträgt 23.747 (Stand: Januar 2022).
Das israelische Zentralbüro für Statistik gibt bei den Volkszählungen vom 22. Mai 1961, 19. Mai 1972, 4. Juni 1983, 4. November 1995 und vom 28. Dezember 2008 für die Regionalverwaltung folgende Einwohnerzahlen an:
| Jahr der Volkszählung | 1961  | 1972  | 1983  | 1995   | 2008   |
| Anzahl der Einwohner  | 7.000 | 7.300 | 7.200 | 13.500 | 19.900 |

## Partnerschaft
- Witten, Nordrhein-Westfalen, Deutschland seit 1979
- Tczew, Woiwodschaft Pommern, Polen seit 1997